# Hellnight
Hellnight est un jeu vidéo sorti sur PlayStation édité par Konami et développé par Atlus.

## Présentation
Ce survival horror est sorti depuis le 3 décembre 1999. Cette histoire raconte la fuite du joueur et d'une jeune lycéenne tentant d'échapper à un monstre nommé l'Hybride qui les pourchasse sans cesse. Le but est de quitter les souterrains afin de revoir la surface. De plus le personnage ne peut pas attaquer.

## Les personnages
- Naomi Sugiura : une lycéenne de 17 ans qui a la faculté de détecter la présence du monstre.
- Kyoshi Kamiya : un tueur en série qui a tué un policier à Osaka et qui possède un Beretta.
- Leroy Ivanoff : un soldat russe qui souhaite venger ses hommes, assassinés par l'Hybride et qui possède un lance-grenades.
- Renée Lorraine : une journaliste française qui souhaite faire un scoop sur la rumeur du monstre et qui possède un Uzi.